# 鈴木夕湖
鈴木 夕湖（すずき ゆうみ、Yūmi Suzuki, 1991年12月2日 - ）は、日本の女子カーリング選手。ロコ・ソラーレ所属。2018年平昌オリンピック銅メダリスト、2022年北京オリンピック銀メダリスト。愛称は「夕湖」。同じチームの藤澤五月は、父親が従兄弟同士のはとこにあたる。血液型Ｏ型。

## 人物
北海道常呂郡常呂町（現・北見市）出身。「夕湖」という名前は母が妊娠中によく見に行っていたサロマ湖の夕陽に由来し、夕陽のようにきれいに育って欲しいという想いから名付けられた。
身長145cmの小柄な体形であり「カーリングちび部部長」を自ら名乗っている。
小学校2年生からカーリングを始め、このころから同級生の吉田知那美と、その2歳年下の妹である夕梨花姉妹とは一緒にプレーしていた。北見市立常呂中学校で吉田姉妹、小野寺佳歩らと共に「常呂中学校ROBINS」を結成する。中学時代の2006年（第23回大会）と2007年（第24回大会）には北海道代表として日本カーリング選手権大会に出場し2年連続で3位入賞を果たした。カーリングのほか、中学の部活動ではバスケットボール部に所属していた。
化学エンジニアを目指し旭川工業高等専門学校物質化学工学科へ進学。旭川高専ではバレーボール部に所属し、週末は北見へ戻りカーリングを続けた。同校の富樫巌教授に指導を受け、卒業研究のテーマは「クロカビと黒色酵母に対するラベンダー精油の防カビ効果」。
高専在学中の2010年7月、本橋麻里が地元・北見市を拠点に結成したロコ・ソラーレに創立メンバーとして参加。同じチームの藤澤五月は父親が従兄弟同士のはとこ。「この時マリちゃん（本橋）に誘われてなければ、カーリングを辞めていた」と後述している。
2012年3月に旭川高専を卒業し、同年4月に北見工業大学工学部バイオ環境化学科へ3年次編入学。北見工大ではキノコの研究を行い、食品研究室に所属。佐藤利次博士に指導を受け、「組み換えシイタケによるラッカーゼの発現とウルシ(Toxicodendron vernicifluum|Toxicodendron vernicifluum)からのラッカーゼ遺伝子の単離」を共同執筆している。2014年3月に同大学を卒業。学位は学士（工学）。
大学卒業後は網走信用金庫へ就職したが、業務と競技の両立に悩み、入社から半年での退職を余儀なくされた。郷里の図書館でのアルバイトを経て、ロコ・ソラーレを支援していた北見市体育協会へ就職。こうした競技続行への不安や失業を経ていることから、2018平昌五輪にて銅メダル獲得直後のインタビューでは「（五輪でのメダル獲得を）当初は全く想像してなかった。こんなこともあるんですね。」と回答した。
ロコ・ソラーレでは初年度に道内の大会で優勝を記録し、結成2年目（2011/12シーズン）の第29回日本カーリング選手権では準優勝を果たしたが、結成から3年ほどは全国レベルの大会ではなかなか好成績を残せていなかった。2014年に吉田知那美が加入、2015年に藤澤五月がチームに加入してからはセカンドのポジションで出場し、2015年パシフィックアジアカーリング選手権、2016年第33回日本カーリング選手権大会と連続優勝を果たす。2016年世界女子カーリング選手権大会（カナダ・スウィフトカレント）では決勝戦まで勝ち上がり、スイスとの決勝戦では最終第10エンドまで激しい攻防を繰り広げ敗戦を喫したが準優勝となった。
2017年9月、平昌オリンピック日本代表を賭けた中部電力カーリング部との最終5番勝負の決戦を3勝1敗で制し、ロコ・ソラーレをオリンピック出場に導いた。
2018年2月の平昌オリンピックでは、予選リーグを4位で突破した。鈴木は予選リーグ韓国戦の第8エンドで4秒間に19往復の「鬼スイープ」を発揮した。吉田知那美によると、鈴木と吉田夕梨花のコンビは国外の選手から畏敬をこめて「クレイジー・スイーパーズ」と呼ばれている。準決勝は韓国との再戦となり延長戦の末敗れたが、イギリスとの3位決定戦を制しオリンピックで日本のカーリング史上初のメダルとなる銅メダルを獲得した。なお、同大会中では試合中に戦術検討する際に発する「どれくらいだい？」や「そだねー」などの北海道方言での会話が話題となり、「そだねージャパン」の愛称で呼ばれた。
2018年3月19日に、北見工業大学よりカーリングの発展とオリンピックでの功績を評され「北見工業大学栄誉賞」を授与される。
プライベートではアメリカン・コッカー・スパニエルの愛犬「だいず」を飼っている。好きな作家は伊坂幸太郎で、サイン本を手にした際は大喜びしていたという。
2019年4月より、所属先が北見市体育協会から北見石油販売株式会社に変更となった。
2022年2月の北京オリンピックでは、決勝に進出するもイギリスに敗れ、前回平昌大会を上回る銀メダルを獲得した。
2023年1月のグランドスラム・カナディアンオープンで、アジアのチームとして史上初となるグランドスラム優勝を果たした。
2023年2月の日本選手権で優勝し、ロコ・ソラーレとして初の連覇を達成した。

## チーム

### 4人制女子
| シーズン | フォース   | サード     | セカンド   | リード     | リザーブ   | 主な大会                               |
| -------- | ---------- | ---------- | ---------- | ---------- | ---------- | -------------------------------------- |
| 2005–06  | 吉田知那美 | 中川ともな | 小野寺佳歩 | 鈴木夕湖   | 小笠原茉由 |                                        |
| 2006–07  | 吉田知那美 | 小野寺佳歩 | 吉田夕梨花 | 鈴木夕湖   |            |                                        |
| 2007–08  | 吉田知那美 | 小野寺佳歩 | 吉田夕梨花 | 鈴木夕湖   | 小笠原茉由 |                                        |
| 2008–09  | 吉田知那美 | 吉田夕梨花 | 小野寺佳歩 | 鈴木夕湖   | 小笠原茉由 |                                        |
| 2009–10  | 吉田知那美 | 吉田夕梨花 | 小野寺佳歩 | 鈴木夕湖   |            |                                        |
| 2011–12  | 本橋麻里   | 馬渕恵     | 鈴木夕湖   | 江田茜     | 吉田夕梨花 |                                        |
| 2012–13  | 本橋麻里   | 吉田夕梨花 | 馬渕恵     | 鈴木夕湖   |            |                                        |
| 2013–14  | 本橋麻里   | 吉田夕梨花 | 鈴木夕湖   | 馬渕恵     |            |                                        |
| 2014–15  | 本橋麻里   | 吉田知那美 | 鈴木夕湖   | 吉田夕梨花 | 馬渕恵     |                                        |
| 2015–16  | 藤澤五月   | 吉田知那美 | 鈴木夕湖   | 吉田夕梨花 | 石崎琴美   | PACC 2015                              |
| 2015–16  | 藤澤五月   | 吉田知那美 | 鈴木夕湖   | 吉田夕梨花 | 本橋麻里   | WWCC 2016                              |
| 2016–17  | 藤澤五月   | 吉田知那美 | 鈴木夕湖   | 吉田夕梨花 | 本橋麻里   | PACC 2016                              |
| 2016–17  | 藤澤五月   | 本橋麻里   | 吉田知那美 | 吉田夕梨花 | 鈴木夕湖   | AWG 2017                               |
| 2017–18  | 藤澤五月   | 吉田知那美 | 本橋麻里   | 吉田夕梨花 | 鈴木夕湖   | PACC 2017                              |
| 2017–18  | 藤澤五月   | 吉田知那美 | 鈴木夕湖   | 吉田夕梨花 | 本橋麻里   | OG 2018                                |
| 2018–19  | 藤澤五月   | 吉田知那美 | 鈴木夕湖   | 吉田夕梨花 | 石崎琴美   | PACC 2018                              |
| 2018–19  | 藤澤五月   | 吉田知那美 | 鈴木夕湖   | 吉田夕梨花 | JCC 2019   |                                        |
| 2019–20  | 藤澤五月   | 吉田知那美 | 鈴木夕湖   | 吉田夕梨花 |            | TC 2019                                |
| 2020–21  | 藤澤五月   | 吉田知那美 | 鈴木夕湖   | 吉田夕梨花 | 石崎琴美   | JCC 2021                               |
| 2021–22  | 藤澤五月   | 吉田知那美 | 鈴木夕湖   | 吉田夕梨花 | 石崎琴美   | JOCT 2021, OQE 2021, OG 2022, JCC 2022 |
| 2022–23  | 藤澤五月   | 吉田知那美 | 鈴木夕湖   | 吉田夕梨花 | 石崎琴美   | PCCC2022, JCC 2023                     |
| 2023–24  | 藤澤五月   | 吉田知那美 | 鈴木夕湖   | 吉田夕梨花 | 石崎琴美   | JCC 2024                               |
| 2024-25  | 藤澤五月   | 吉田知那美 | 鈴木夕湖   | 吉田夕梨花 |            | JCC 2025                               |

### ミックスダブルス
| シーズン | 女性     | 男性     | 主な大会   |
| -------- | -------- | -------- | ---------- |
| 2018–19  | 鈴木夕湖 | 平田洸介 | JMDCC 2019 |
| 2019–20  | 鈴木夕湖 | 平田洸介 | JMDCC 2020 |
| 2020–21  | 鈴木夕湖 | 両角公佑 | JMDCC 2021 |

## 戦績
| 大会                     | 大会                     | 05–06 | 06–07 | 07–08 | 08–09 | 09–10 | 10–11 | 11–12 | 12–13 | 13–14 | 14–15 | 15–16 | 16–17 | 17–18 | 18–19 | 19–20 | 20–21 | 21–22 | 22–23 | 23–24 |
| 4人制                    | 4人制                    | 4人制 | 4人制 | 4人制 | 4人制 | 4人制 | 4人制 | 4人制 | 4人制 | 4人制 | 4人制 | 4人制 | 4人制 | 4人制 | 4人制 | 4人制 | 4人制 | 4人制 | 4人制 | 4人制 |
| ------------------------ | ------------------------ | ----- | ----- | ----- | ----- | ----- | ----- | ----- | ----- | ----- | ----- | ----- | ----- | ----- | ----- | ----- | ----- | ----- | ----- | ----- |
| 冬季オリンピック         | 冬季オリンピック         |       |       |       |       |       |       |       |       |       |       |       |       | 3     |       |       |       | 2     |       |       |
| 世界選手権               | 世界選手権               |       |       |       |       |       |       |       |       |       |       | 2     |       |       |       | ×     |       |       |       |       |
| ワールドカップ           | 第1節                    |       |       |       |       |       |       |       |       |       |       |       |       |       | 4     |       |       |       |       |       |
| ワールドカップ           | 第2節                    |       |       |       |       |       |       |       |       |       |       |       |       |       | 1     |       |       |       |       |       |
| ワールドカップ           | 第3節                    |       |       |       |       |       |       |       |       |       |       |       |       |       |       |       |       |       |       |       |
| ワールドカップ           | 最終節                   |       |       |       |       |       |       |       |       |       |       |       |       |       | 4     |       |       |       |       |       |
| パシフィックアジア選手権 | パシフィックアジア選手権 |       |       |       |       |       |       |       |       |       |       | 1     | 3     | 2     | 2     |       | ×     |       |       |       |
| アジア冬季大会           | アジア冬季大会           |       |       |       |       |       |       |       |       |       |       |       | 3     |       |       |       |       |       |       |       |
| 日本選手権               | 日本選手権               | 3     | 3     | 5     | 6     |       | 3     | 2     | 4     | 3     | 2     | 1     | 2     |       | 2     | 1     | 2     | 1     | 1     | 4     |
| 北海道選手権             | 北海道選手権             | 2     | 1     | 3     | 2     |       | 1     | 2     | 2     | 1     | 1     |       |       |       |       |       |       |       |       |       |
| 日本ジュニア選手権       | 日本ジュニア選手権       |       |       |       | 3     |       | 2     |       |       |       |       |       |       |       |       |       |       |       |       |       |
| ミックスダブルス         |                          |       |       |       |       |       |       |       |       |       |       |       |       |       |       |       |       |       |       |       |
| 日本選手権               | 日本選手権               |       |       |       |       |       |       |       |       |       |       |       |       |       | 2     | 5T    | 5T    |       |       |       |

### オリンピック
- 2018年平昌オリンピック： 銅メダル（LS北見／日本代表）
- 2022年北京オリンピック： 銀メダル（ロコ・ソラーレ／日本代表）

### 世界選手権
- 2016年世界女子カーリング選手権： 銀メダル（LS北見／日本代表）

### ワールドカップ
- カーリング・ワールドカップ（2018–19年シーズン第1節）：4位（ロコ・ソラーレ／日本代表）
- カーリング・ワールドカップ（2018–19年シーズン第2節）： 金メダル（ロコ・ソラーレ／日本代表）
- カーリング・ワールドカップ（2018–19年シーズン最終節）：4位（ロコ・ソラーレ／日本代表）

### パンコンチネンタル選手権
- 2022年パンコンチネンタルカーリング選手権： 金メダル（ロコ・ソラーレ／日本代表）

### パシフィックアジア選手権
- 2015年パシフィックアジアカーリング選手権： 金メダル（LS北見／日本代表）
- 2016年パシフィックアジアカーリング選手権： 銅メダル（LS北見／日本代表）
- 2017年パシフィックアジアカーリング選手権： 銀メダル（LS北見／日本代表）
- 2018年パシフィックアジアカーリング選手権： 銀メダル（ロコ・ソラーレ／日本代表）

### 日本選手権
- 第23回日本カーリング選手権（2006年）： 銅メダル（常呂中学校ROBINS）
- 第24回日本カーリング選手権（2007年）： 銅メダル（常呂中学校ROBINS）
- 第25回日本カーリング選手権（2008年）：5位（常呂JJ）
- 第26回日本カーリング選手権（2009年）：6位（チーム常呂）
- 第28回日本カーリング選手権（2011年）： 銅メダル（LS北見）
- 第29回日本カーリング選手権（2012年）： 銀メダル（LS北見）
- 第30回日本カーリング選手権（2013年）：4位（LS北見）
- 第31回日本カーリング選手権（2014年）： 銅メダル（LS北見）
- 第32回日本カーリング選手権（2015年）： 銀メダル（LS北見）
- 第33回日本カーリング選手権（2016年）： 金メダル（LS北見）
- 第34回日本カーリング選手権（2017年）： 銀メダル（LS北見）
- 第35回日本カーリング選手権（2018年）：不参加
- 第36回日本カーリング選手権（2019年）： 銀メダル（ロコ・ソラーレ）
- 第37回日本カーリング選手権（2020年）： 金メダル（ロコ・ソラーレ）
- 第38回日本カーリング選手権（2021年）： 銀メダル（ロコ・ソラーレ）
- 第39回日本カーリング選手権（2022年）： 金メダル（ロコ・ソラーレ）
- 第40回日本カーリング選手権（2023年）： 金メダル（ロコ・ソラーレ）
- 第41回日本カーリング選手権（2024年）：4位（ロコ・ソラーレ）

### ミックスダブルス
- 第12回日本ミックスダブルスカーリング選手権（2019年）： 銀メダル（鈴木・平田）
- 第13回日本ミックスダブルスカーリング選手権（2020年）：ベスト8（鈴木・平田）
- 第14回日本ミックスダブルスカーリング選手権（2021年）：ベスト8（鈴木両角）

### ワールドカーリングツアー

#### グランドスラム
- 2016年チャンピオンズカップ：予選敗退（LS北見）
- 2018年プレーヤーズ選手権：ベスト8（LS北見）
- 2018年チャンピオンズカップ：予選敗退（LS北見）
- 2018年マスターズ：予選敗退（ロコ・ソラーレ）
- 2018年ナショナル：ベスト8（ロコ・ソラーレ）
- 2019年カナディアン・オープン：予選敗退（ロコ・ソラーレ）
- 2019年プレーヤーズ選手権：ベスト8（ロコ・ソラーレ）
- 2019年マスターズ：ベスト8（ロコ・ソラーレ）
- 2019年ツアーチャレンジ：ベスト4（ロコ・ソラーレ）
- 2019年ナショナル：ベスト4（ロコ・ソラーレ）
- 2020年カナディアン・オープン：ベスト4（ロコ・ソラーレ）
- 2021年チャンピオンズカップ：ベスト8（ロコ・ソラーレ）
- 2021年プレーヤーズ選手権：ベスト8（ロコ・ソラーレ）
- 2021年ナショナル：予選敗退（ロコ・ソラーレ）
- 2021年マスターズ：予選敗退（ロコ・ソラーレ）
- 2022年プレーヤーズ選手権：ベスト8（ロコ・ソラーレ）
- 2022年ナショナル：ベスト4（ロコ・ソラーレ）
- 2022年ツアーチャレンジ：予選敗退（ロコ・ソラーレ）
- 2022年マスターズ：予選敗退（ロコ・ソラーレ）
- 2023年カナディアン・オープン：優勝（ロコ・ソラーレ）

### その他

#### アジア冬季競技大会
- 2017年アジア冬季競技大会： 銅メダル（LS北見／日本代表）

#### 北海道選手権
- 第25回北海道カーリング選手権（2006年）： 銀メダル（常呂中学校ROBINS）
- 第26回北海道カーリング選手権（2007年）： 金メダル（常呂中学校ROBINS）
- 第27回北海道カーリング選手権（2008年）： 銅メダル（常呂JJ）
- 第28回北海道カーリング選手権（2009年）： 金メダル（チーム常呂）
- 第30回北海道カーリング選手権（2011年）： 金メダル（LS北見）
- 第31回北海道カーリング選手権（2012年）： 銀メダル（LS北見）
- 第32回北海道カーリング選手権（2013年）： 銀メダル（LS北見）
- 第33回北海道カーリング選手権（2014年）： 金メダル（LS北見）
- 第34回北海道カーリング選手権（2015年）： 金メダル（LS北見）

#### ジュニア
- 第17回日本ジュニアカーリング選手権（2008年）： 銅メダル（常呂JJ）
- 第19回日本ジュニアカーリング選手権（2010年）： 銀メダル（チーム常呂）